# Skyrunner World Series Ultra
 (mars 2025).
Si vous disposez d'ouvrages ou d'articles de référence ou si vous connaissez des sites web de qualité traitant du thème abordé ici, merci de compléter l'article en donnant les références utiles à sa vérifiabilité et en les liant à la section « Notes et références ».
 (mars 2025).
La Skyrunner World Series Ultra est une compétition internationale de skyrunning organisée chaque année depuis 2013 par la Fédération internationale de skyrunning. Elle se distingue des deux autres compétitions de la Skyrunner World Series en ce qu'elle est composée de cinq courses plus longues relevant de l'ultra-trail : la Transvulcania, les 80 kilomètres du Mont-Blanc, la Tromsø SkyRace, The Rut 50K et l'Ultra Pirineu en 2015.